# Modelo primo
Em matemática, e em particular na teoria dos modelos, um modelo primo é o mais simples possível. Especificamente, um modelo de {\displaystyle P} é primo se admite uma imersão elementar em qualquer modelo {\displaystyle M} para que ele seja elementarmente equivalente (ou seja, para qualquer modelo {\displaystyle M} satisfazendo a mesma teoria completa que {\displaystyle P}).

## Cardinalidade
Em contraste com a noção de modelo saturado, os modelos primos  são restritos a cardinalidades muito específicas pelo teorema de Löwenheim- Skolem. Se {\displaystyle L} é uma linguagem de primeira ordem com cardinalidade {\displaystyle \kappa } e {\displaystyle T} uma teoria completa sobre {\displaystyle L} então, este teorema garante um modelo para {\displaystyle T} de cardinalidade {\displaystyle \max(\kappa ,\aleph _{0});} portanto, nenhum modelo primo de {\displaystyle T} pode ter maior cardinalidade, pois no mínimo ele deve ser elementarmente imerso nesse modelo. Isso ainda deixa muita ambiguidade na cardinalidade vigente. No caso das linguagens contáveis, todos os modelos primos são, no máximo, contáveis.

## Relacionamento com modelos saturados
Existe uma dualidade entre as definições de modelos primos e saturados. Metade dessa dualidade é discutido no artigo sobre modelos saturados, enquanto a outra metade é como se segue. Enquanto um modelo saturado realiza tantos tipos quanto possível, um modelo primo realiza o mínimo possível: é um modelo atômico, realizando apenas os tipos que não podem ser omitidos e omitindo o restante. Isto pode ser interpretado no sentido de que um modelo primo admite "sem excessos": qualquer característica de um modelo que é opcional é ignorado nele.
Por exemplo, o modelo {\displaystyle \langle {\mathbb {N} },S\rangle } é um modelo primo da teoria dos números naturais N, com um operação sucessor S; um modelo não-primo pode ser {\displaystyle \langle {\mathbb {N} }+{\mathbb {Z} },S\rangle ,} significando que há uma cópia dos inteiros que é disjunta da cópia original dos números naturais dentro deste modelo; neste complemento, a aritmética funciona como de costume. Estes modelos são elementarmente equivalentes; sua teoria admite o seguinte axioma (verbalmente):
1. Não há um único elemento que não é o sucessor de um elemento;
2. Não existem dois elementos distintos que tenha o mesmo sucessor;
3. Nenhum elemento satisfaz Sn(x) = x , com n>0.

Esses são, de fato, dois dos axiomas de Peano, enquanto o terceiro ponto segue a partir do primeiro por indução (outro dos axiomas de Peano). Qualquer modelo desta teoria consiste em cópias disjuntas dos inteiros adicionado aos números naturais, uma vez que se gera um submodelo a partir de 0, todos os pontos restantes admitem predecessores e sucessores indefinidamente. Este é o esboço de uma prova de que {\displaystyle \langle {\mathbb {N} },S\rangle } é um modelo primo.